# 陳訓
陳 訓（ちん くん、生没年不詳）は、中国三国時代の呉・西晋・東晋の政治家・武将。字は道元。揚州歴陽郡の人。

## 生涯
陳訓は小さい頃から秘学に通じ、天文・算暦・陰陽・占侯の全てを学び終え、特に風角占いが得意であった。孫晧は陳訓を奉禁都尉に任じ、占侯を使わせた。当時、孫晧の政治は厳酷であったので、陳訓は必ず敗れるようなときはあえて諫言をしなかった。
天冊元年（275年）、後漢の頃からせき止まっていた銭唐湖の流れが急に復活した。地元の言い伝えでは湖の流れが止まれば天下が乱れ、復活すれば平和になると言われていた。同時期に「銭唐湖の口が開く時、天下はまさに太平になり、青蓋が洛陽に入る」というはやり言葉が流行っていた。孫晧は陳訓にこの事について質問した。陳訓は「臣は天気の観測ができるだけで、湖の口が開いたり塞いだりに関する知識はありません」。陳訓は退出すると、友に言った「青蓋が洛陽に入るということは、轡に璧をはめた馬に引かれる（国主が降伏する）という事なので、吉祥ではない」。のちに呉が滅ぶと、陳訓は孫晧に随って洛陽に入り、諫義大夫に任じられたが、間もなく職を辞して故郷に帰った。
永興2年（305年）、陳敏が反乱を起こし、弟の陳宏を歴陽郡太守に任じて派遣した。陳訓に謂われて歴陽の街人は言った「陳家には王になる運気がない。久しからず滅ぶことになろう」。陳宏はこれを聞いて怒り、陳訓を探して斬ろうとした。陳訓の同郷人の秦琚は陳宏の参軍をしており、陳訓をかばって言った「陳訓は風角占を得意としており、配下にして占わせるのがよろしいでしょう。もし当たらなければ、その時に斬っても遅くはないでしょう」。陳宏はこれを許した。ちょうど陳宏は征東大将軍劉準の参軍衡彦を攻めて歴陽を包囲しており、陳宏は陳訓にたずねた「歴陽城内には敵は幾千人いるのだ？歴陽城は攻め落とせるのか？」陳訓は牛渚山に登り天気を占い、山から下りて言った「歴陽城内には兵は5百人もいないでしょう。しかし歴陽城を攻めてはなりません。もし攻めれば、必ず敗れます」。陳宏はふたたび怒って言った「なぜ我が軍の5千人で敵の5百人を攻めて城を落とせない事が有るんだ？」陳宏は将士に命じて城攻めを行ったが、結局城を落とせずに衡彦に敗れた。しかし陳宏は陳訓に道術の才能があるのを認めて、陳訓を優遇することとなった。
淮南人で都水参軍の周亢は、かつて陳訓に自身の官位がどれくらい上れるかを尋ねた事があった。陳訓は言った「君は卯年に近くの郡の太守になり、酉年には部曲の蓋（将軍）となるだろう」。周亢は言った「仮にあなたの言う通りになったら、あなたも一緒に官に推薦しよう」。陳訓は言った「私は官に就く性分ではないので、ただ米のみ得られればよいです」。のちに周亢は陳訓の予言通り、卯年に義興郡太守となり、酉年に金紫将軍に任じられた。
永嘉5年（311年）、漢（後の前趙）の劉聡・王弥が洛陽を陥して蹂躙した時、当時の歴陽郡太守の武瑕は陳訓に尋ねた「国家の人事はどうなるのだろうか？」陳訓は答えた「胡賊が三度侵攻して、国家は敗れ去り、天子は野垂れ死にするでしょう。今はまだ天子は尊われて危害は加えられませんが」。そののちに懐帝・愍帝の二帝が平陽にて陳訓の予言通りの酷い末路を迎えることとなった。
また、次の年の吉凶を陳訓に問う人がいた。陳訓は言った「揚州刺史が亡くなり、武昌は大火に見舞われ、また上方の節を持つ上将もまた亡くなるでしょう」。陳訓の予言通り、揚州刺史劉陶、安南将軍・都督梁州諸軍事・梁州刺史周訪が相次いで亡くなり、武昌は大火に見舞われて焼け出された者は千家に及んだ。
陳訓は当時の歴陽郡太守甘卓の所にみずから出向いて言った「甘侯（甘卓）どのは頭が低く相手を仰ぎ見る癖があり、親しい人からの綽名が眄刀（刀のような流し目）であり、また眼には赤い脈の相があります。自ら立場を変えなければ、十年も経たないうちに、あなたは兵によって殺されます。今から将軍の職を辞めて隠棲すれば、この運命から逃れることができます」。甘卓は聞き入れなかったため、のちに王敦に殺されることとなった。
丞相王導は病気が多く、常に自分のことに憂慮しており、陳訓に占ってもらったことがあった。陳訓は、「公（王導）さまは耳が垂直に肩に垂れており、必ず長生きするでしょう。また家格は高貴になり、子孫は江東の地で繁栄することになるでしょう」と答えた。はたして、王導の子孫は陳訓の言った通りに繁栄することとなった。
その後、陳訓は80余歳で亡くなったという。